# Ordre des Esclaves de la vertu
L'ordre des Esclaves de la vertu est un ordre honorifique féminin fondé en 1662 par l'impératrice douairière du Saint-Empire romain Éléonore de Nevers-Mantoue.

## Historique

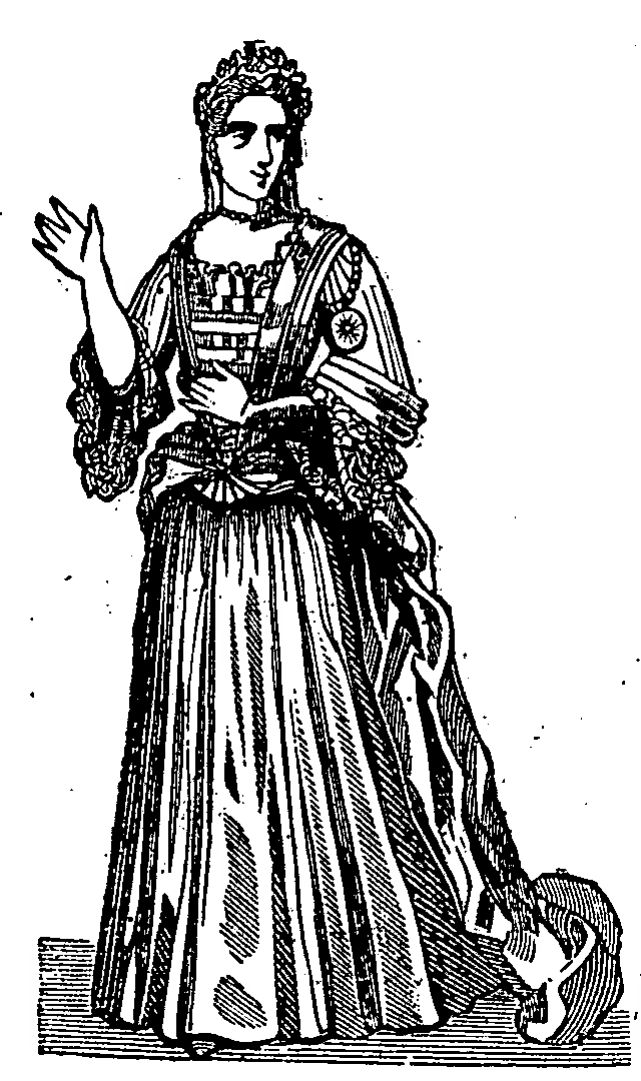
Chevalière de l'ordre des Esclaves de la vertu.

L'ordre des Esclaves de la vertu est un ordre féminin fondé en 1662 par Éléonore de Nevers-Mantoue, impératrice douairière du Saint-Empire romain germanique, veuve de Ferdinand III,.
Il avait pour vocation d'honorer et distinguer la piété et la vertu parmi les dames de la cour,.
L'Ordre était composé de trente Dames de haute noblesse ainsi que des princesses de la famille impériale sans limitation de nombre,.

## Attributs
L'insigne de l'ordre est une médaille d'or représentant un soleil entouré d'une couronne de laurier, sur laquelle figure la devise Sola ubique triumphat.
La médaille était attachée à une chaîne d'or en forme de bracelet, qui était portée au bras, au-dessus du coude. Les jours de cérémonie, la médaille était arborée avec cette chaîne tandis que les autres jours, seule une plus petite médaille était portée, attachée à un ruban noir.
En cas de mort d'une chevalière de l'ordre la grande médaille devait être rendue par les héritiers, qui cependant conservaient la petite médaille, « en mémoire de l'honneur que leur famille avait reçu d'avoir eu une chevalière de cet ordre ».